# Pierre François Verhulst
Pierre François Verhulst (Bruxelas, 28 de outubro de 1804 - Bruxelas, 15 de fevereiro de 1849) foi matemático e doutor na teoria dos números da Universidade de Gante em 1825.

## Biografia
Verhulst iniciou seus estudos de filologia clássica em Bruxelas, mas logo interessou-se pela Matemática. Ainda como estudante conquistou dois prêmios por seus trabalhos no cálculo das variações. Mais tarde publicou artigos no campo da teoria dos números e da física.
Por algum tempo, Verhulst foi muito engajado politicamente, tendo mesmo, por ocasião de uma estada em Roma em 1830, tentado convencer o Papa de conceder uma constituição aos estados da igreja. Teve atividade política também por ocasião da revolução belga de 1830 e da invasão holandesa de 1831.
Sua interesse na teoria das probabilidades foi despertado pela instituição de um novo jogo de loteria. Iniciou entretanto, apoiado por Adolphe Quételet, a interessar-se pela economia política e a utilizar-se de estatísticas populacionais, que neste momento vinham sendo crescentemente conhecidas nos trabalhos de Thomas Robert Malthus.
Seu modelo de crescimento populacional, proposto em 1838, é baseado na avaliação de estatísticas disponíveis e complementa a teoria do crescimento exponencial com termos representando os fatores de inibição do crescimento. Após uma posterior elaboração foi  publicada num trabalho de 1845. Desde os anos 1970 do século XX a equação logística tem recebido grande atenção como exemplo importante da teoria do caos. Verhulst publicou em 1838 a equação logística:
{\displaystyle {\frac {dN}{dt}}=rN\left(1-{\frac {N}{K}}\right)}
onde {\displaystyle N(t)} representa o número de indivíduos no tempo t, r a taxa de crescimento intrínseca e K é a capacidade de carga, ou número máximo de indivíduos que o ambiente suporta. Este modelo foi redescoberto em 1920 por Raymond Pearl e Lowell Reed, que promoveram seu uso amplo e indiscriminado. A equação logística pode ser intergrada de modo exato e tem solução
{\displaystyle N(t)={\frac {K}{1+CKe^{-rt}}}}
onde {\displaystyle C=1/N(0)-1/K} é determinado pela condição inicial {\displaystyle N(0)} . É interessante notar que a solução pode ser também escrita como a média ponderada harmônica da condição inicial e da capacidade de carga.
{\displaystyle {\frac {1}{N(t)}}={\frac {1-e^{-rt}}{K}}+{\frac {e^{-rt}}{N(0)}}}
Embora a equação logística em tempo contínuo seja freqüentemente comparada ao mapa logístico por causa da similaridade de forma, é na verdade mais estreitamente relacionada com o modelo de Beverton-Holt de recrutamento. O conceito de Teoria de seleção R/K deriva seu nome da competição dinâmica entre o crescimento exponencial e a limitação ambiental aí introduzida.

## Publicações selecionadas
- Pierre-François Verhulst (1838). Notice sur la loi que la population poursuit dans son accroissement. Corresp. Math. Phys. 10. [S.l.: s.n.] pp. 113–121
- Pierre-François Verhulst (1841). Traité élémentaire des fonctions elliptiques. Brüssel: Hayez
- Pierre-François Verhulst (1845). Recherches mathématiques sur la loi d'accroissement de la population. Mémoires de l'Académie Royale des Sciences et Belles Lettres de Bruxelles. 18. Brüssel: [s.n.] pp. 1–42
- Pierre-François Verhulst (1847). Deuxième mémoire sur la loi d'accroissement de la population. Mémoires de l'Académie Royale des Sciences, des Lettres et des Beaux-Arts de Belgique. 20. [S.l.: s.n.] pp. 1–32